# Blåstrupig hängpapegoja

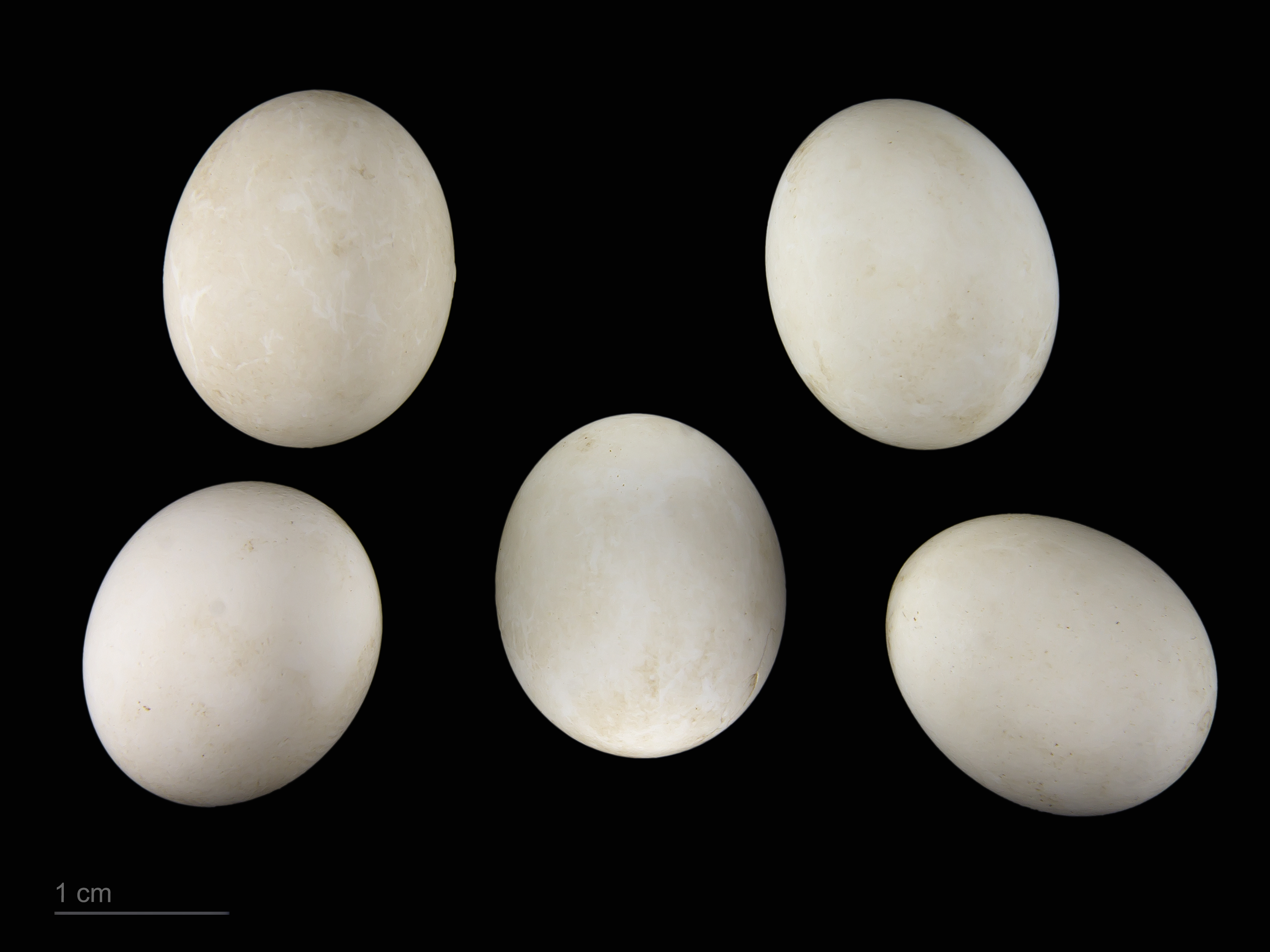
Loriculus vernalis

Blåstrupig hängpapegoja (Loriculus vernalis) är en fågel i familjen östpapegojor inom ordningen papegojfåglar.

## Utseende
Blåstrupig hängpapegoja är en liten (14 cm), grön papegojfågel. Den är röd näbb, röda fötter och röd övergump, medan strupen är blå. Liknande ceylonhängpapegojan saknar den blå strupen men har rödfärgad hjässa. Vidare syns en orangefärgad anstrykning på manteln.

## Utbredning och systematik
Fågeln förekommer från nordöstra och sydvästra Indien till södra Kina, Sydostasien och Andamanerna. Den delas in i två underarter med följande utbredning:
- Loriculus vernalis vernalis – Indien till Indokina
- Loriculus vernalis phileticus – thailändska halvön

## Status och hot
Arten har ett stort utbredningsområde, men tros minska i antal, dock inte tillräckligt kraftigt för att den ska betraktas som hotad. Internationella naturvårdsunionen IUCN listar arten som livskraftig (LC).